# Boʻston
Boʻston (uzb. cyr.: Бўстон; karakałp.: Бостан, Bostan; ros.: Бустан, Bustan) – miasto w środkowo-zachodnim Uzbekistanie, w Republice Karakałpackiej, siedziba administracyjna tumanu Ellikqala. W 1989 roku liczyło ok. 8,5 tys. mieszkańców. Ośrodek przemysłu włókienniczego.
Miejscowość otrzymała prawa miejskie w 1983 roku.